# Аполлон-9
«Аполло́н-9» (англ. Apollo 9) — пилотируемый космический корабль, совершивший первый испытательный полёт в полной конфигурации (командный и лунный модули), в ходе подготовки экспедиций на Луну.

## Экипажи
Основной экипаж
- Джеймс МакДи́витт — командир (2-й космический полёт)
- Дэвид Скотт — пилот командного модуля (2-й космический полёт)
- Рассел Швайкарт — пилот лунного модуля (1-й космический полёт)

Дублирующий экипаж
- Чарльз Конрад
- Ричард Гордон
- Алан Бин

Экипаж поддержки
- Стюарт Руса
- Эдгар Митчелл
- Фред Хейз/Джек Лаусма
- Альфред Уорден

## Общие сведения
- Корабль включал в себя командный модуль (образец 104) и лунный модуль (образец LM-3).
- Начиная с этого полёта по программе «Аполлон», астронавты присваивали командному модулю и лунному модулю названия, которые служили позывными. Для командного модуля астронавты выбрали позывной «Га́мдроп» (en:Gumdrop, что можно перевести как «Конфетка» или «Мармеладка»), для лунного модуля — «Спа́йдэр» («Паук»).
- Масса корабля 36,5 т.
- Для запуска использовалась ракета «Сатурн-5» (образец SA-504).
- Цель полёта — комплексные испытания корабля на геоцентрической орбите.

## Задачи полёта
Максимально возможная имитация режимов работы и условий полёта, предусмотренных типовой программой для полёта на Луну. Перестроение отсеков корабля. Расстыковка лунного и основного модулей. Автономный полёт лунного модуля. Отделение взлётной ступени лунного модуля от посадочной ступени и стыковка взлётной ступени с командным модулем. Проведение эксперимента по переходу через открытый космос из лунного модуля в основной после стыковки с целью имитации аварийного возвращения астронавтов из лунного модуля в случае неудавшейся стыковки, а также испытание лунных скафандров в условиях вакуума.
Программа полёта была выполнена почти полностью (из-за недомогания Швайкарта отказались от эксперимента по переходу). В ходе полёта были проведены ряд операций, связанных с высоким риском, в частности, первый самостоятельный полёт пилотируемого корабля, неспособного к посадке на Землю.

## Предстартовая подготовка и старт
Изначально запуск корабля был назначен на 28 февраля 1969 года, однако в связи с болезнью астронавтов был отложен на 3 марта. Решение об отсрочке было принято 26 февраля, когда у всех трёх астронавтов основного экипажа приняли серьёзный характер ранее наблюдавшиеся простудные явления. Основной причиной заболевания астронавтов экипажа считают общее ослабление организма в связи с очень напряжённой программой предполётных тренировок (до 18 часов в сутки). К 28 февраля астронавты почувствовали себя лучше и возобновили тренировки. Отсрочка запуска привела к дополнительным затратам в сумме 500 тысяч долларов.
Когда было принято решение об отсрочке, ракета «Сатурн-5» с кораблём находилась в состоянии 16-часовой готовности. После возобновления, подготовка проходила нормально, и в расчётное время 3 марта 1969 года в 16 часов 00 минут GMT корабль «Аполлон-9» стартовал.
Корабль, по данным наземных средств траекторных измерений, был выведен на геоцентрическую орбиту, близкую к расчётной, однако бортовой компьютер указывал неверные данные. Неверные расчёты бортового компьютера указывали на его возможную неисправность, что помешало бы выполнению многих из намеченных задач полёта. Позже выяснилось, что компьютер исправен, но в него были введены неправильные данные поправок на ошибки. После ввода новых данных о поправках компьютер начал обеспечивать требуемую точность расчётов.

## Перестроение отсеков
После выхода последней ступени ракеты-носителя с кораблём на геоцентрическую орбиту, экипаж в течение примерно двух часов производил проверку бортовых систем, имитировал переход на траекторию полёта к Луне и готовился к манёвру по перестроению отсеков.
В 2 часа 30 минут полётного времени командный модуль отделился от последней ступени ракеты-носителя, отошёл на 15 метров от неё и развернулся на 180 градусов (это удалось не сразу). В течение примерно 15 минут основной блок совершал групповой полёт со ступенью, астронавты фотографировали установленный на ступени лунный модуль.
В 3 часа 02 минуты 08 секунд полётного времени Скотт обеспечил стыковку командного модуля с лунным с первой попытки. Туннели-лазы были наполнены кислородом. Скотт открыл люк и убедился в правильности срабатывания захватов стыковочного узла, после чего соединил электрические цепи основного и лунного модулей.
В 4 часа 18 минут 05 секунд полётного времени были подорваны пироболты, соединявшие лунный модуль и последнюю ступень ракеты-носителя, и сработал пружинный толкатель, обеспечивший отделение корабля от ступени.
Экипаж с помощью вспомогательных двигателей корабля увёл корабль на безопасное расстояние от ступени, которая после включения двигателей по команде с Земли вышла на гелиоцентрическую орбиту.

## Первые трое суток полёта
На шестом часу полёта на пять секунд был включён главный двигатель основного блока. При этом включении проверялась устойчивость стыковочного узла к вибрации и ускорениям. После манёвра астронавты положили корабль «в дрейф» и перевели бортовые системы на режим экономии электроэнергии. На десятом часу полёта начался период отдыха.
На вторые сутки полёта было произведено ещё несколько включений главного двигателя основного блока для испытания устойчивости стыковочного узла и проверки ручной системы управления вектором тяги двигателя.
На сороковом часу полёта Швайкарт должен был начать демонтаж стыковочного узла и перейти в лунный модуль, где к нему должен был присоединиться МакДивитт. Эти операции были начаты намного позже, в связи с тем, что Швайкарт почувствовал недомогание. МакДивитт попросил обеспечить ему возможность переговоров с медицинским руководителем полёта по «закрытому» каналу (как правило, переговоры с астронавтами во время полётов по программе «Аполлон» велись по открытой линии связи, сразу же становились достоянием прессы и в любой момент могли быть переданы в реальном масштабе времени в коммерческую радиосеть). МакДивитт доложил о приступе рвоты у Швайкарта и о вызванной этим задержке, а также попросил пересмотреть график операций. Скотт, вместо Швайкарта, демонтировал стыковочный узел и обеспечил наполнение кислородом отсека экипажа во взлётной ступени лунного модуля.
Швайкарт почувствовал себя лучше и с опозданием примерно на час начал переход в лунный модуль. В условиях наземных тренировок переход занимал около 10 минут, в реальных условиях Швейкарту потребовалось 90 минут, возможно, потому, что он не полностью оправился от приступа.
Спустя примерно час к Швайкарту, находившемуся в отсеке экипажа лунного модуля, присоединился МакДивитт. Астронавты включили бортовые источники питания, проверили оборудование модуля и дали команду на развёртывание шасси лунного модуля.
В 46 часов 29 минут полётного времени начался первый сеанс телевизионной передачи с борта, который продолжался около семи минут. Астронавты показывали отсек экипажа лунного модуля и друг друга. Качество изображения было удовлетворительным. Из-за неполадок на наземной приёмной станции речь МакДивитта во время сеанса принималась с искажениями. Швайкарт в течение всего сеанса молчал.
На пятидесятом часу полёта было произведено плановое включение двигателя посадочной ступени лунного модуля, причём астронавты дросселировали тягу двигателя вручную. После выключения двигателя они обесточили бортовые системы лунного модуля и возвратились в отсек экипажа основного модуля.
В 54 часа 25 минут бортового времени было произведено включение двигателя командного модуля, который проработал около сорока трёх секунд и перевёл корабль на орбиту с высотой перигея 229 километров и высотой апогея 239 километров — орбиту близкую к расчётной исходной для автономного полёта лунного модуля, запланированного на пятые сутки.

## Четвёртые сутки полёта
На четвёртые сутки полёта был запланирован выход Швайкарта в открытый космос. Накануне, когда у него было два приступа рвоты, МакДивитт принял решение отказаться от эксперимента по выходу и ограничиться лишь разгерметизацией отсека экипажа лунного модуля и открытием люка, причём Швайкарт в этот период должен был использовать автономную систему жизнеобеспечения, предназначенную для выхода на поверхность Луны. Это решение было согласовано с руководителями полёта. Однако после периода сна к началу четвёртых суток полёта Швайкарту стало лучше, и МакДивитт запросил разрешение на его выход на один дневной период в открытый космос на площадку перед люком, но без последующего перехода по корпусу корабля в отсек экипажа командного модуля и обратно, как это предусматривалось первоначальной программой. Скотт должен был провести операции по разгерметизации отсека экипажа командного модуля, открыванию люка и прочие в соответствии с первоначальной программой.
На семидесятом часу полёта Швайкарт и МакДивитт перешли в лунный модуль. Швайкарт надел ранцевую автономную систему жизнеобеспечения и перевёл скафандр на питание от этой системы.
На семьдесят третьем часу полёта были разгерметизированы отсеки экипажа лунного и командного модулей, в 73 часа 03 минуты полётного времени астронавты открыли люки обоих отсеков. Через две минуты Швайкарт надел на шлем рамку с защитным козырьком, прикрепил фал, а спустя ещё две минуты начал выбираться из люка лунного модуля (ногами вперёд) и в 73 часа 08 минут полётного времени уже стоял на площадке перед люком, укрепив ноги в фиксаторах. Скотт через открытый люк отсека экипажа командного модуля фотографировал его во время выхода. Швайкарт в свою очередь, фотографировал корабль и Скотта, высунувшегося из люка. От телевизионной съёмки в открытом космосе, как предусматривалось первоначальной программой, Швайкарт отказался, поскольку у него не было времени на подготовительные операции с телевизионной камерой.
Поскольку Швайкарт докладывал, что чувствует себя хорошо, МакДивитт запросил у руководителей полёта разрешения продлить период пребывания Швайкарта в открытом космосе до примерно двух часов. Руководители полёта такого разрешения не дали, мотивируя это тем, что продление вынудит сократить период отдыха, а он особенно необходим астронавтам перед запланированным на пятые сутки полёта самым ответственным экспериментом — автономным полётом лунного модуля.
Швайкарт опробовал поручни, держась за которые он, согласно первоначальной программе, должен был перебраться в отсек экипажа командного модуля. Он доложил, что поручни позволяют управлять положением тела в невесомости. В 73 часа 46 минут полётного времени Швайкарт по приказу МакДивитта начал возвращение в лунный модуль.
Выход продолжался 47 минут (считая от открытия до закрытия люка). Радиосистема в ранце обеспечивала уверенную связь Швайкарта с Землёй (для ретрансляции использовалась радиосистема корабля). Испытания скафандра и ранцевой системы прошли успешно, хотя следует учесть, что астронавт не производил операций, требующих больших затрат энергии.
По завершении выхода в открытый космос оба отсека экипажа были наполнены кислородом. МакДивитт и Швайкарт провели телевизионный сеанс из лунного модуля длительностью около тринадцати минут. Астронавты показали пульт управления, оборудование лунного модуля, процесс приёма пищи. Кроме того, через иллюминаторы лунного модуля они показали Землю, командный модуль (при этом в иллюминаторе командного модуля был виден его пилот — Скотт), посадочное шасси лунного модуля. Качество изображения было значительно лучше, чем при первом сеансе.
После проведения сеанса Швайкарт и МакДивитт обесточили бортовые системы лунного модуля и вернулись в командный модуль.
По данным телеметрии выяснилось, что астронавты, по-видимому, забыли обесточить две системы в лунном модуле. Руководители полёта приказали одному из астронавтов вернуться в лунный модуль и проверить это. Астронавты вначале отказывались, заявляя, что на это потребуется не менее 30 минут, что сократит и без того короткий отдых перед ответственным экспериментом пятого дня полёта. Руководители полёта настаивали, и Швайкарт совершил переход в лунный модуль и обратно для проверки систем. На всю операцию потребовалось 11 минут.

## Пятые сутки полёта
На восемьдесят девятом часу полёта Швайкарт и МакДивитт перешли в лунный модуль, а Скотт, оставшийся в командном модуле, установил приёмный конус и стыковочный штырь. При расстыковке наблюдались некоторые трудности. Как выяснилось, Скотт недостаточно резко перекинул тумблер в положение «разделение». Разделение произошло на пятьдесят девятом витке, на девяносто третьем часу полёта. Командный модуль отошёл от лунного модуля примерно на пятнадцать метров, после чего МакДивитт начал медленно поворачивать лунный модуль в разных осях, чтобы Скотт мог произвести визуальный осмотр модуля в разных плоскостях. Позже с той же целью Скотт поворачивал командный модуль. Скотт и Швайкарт вели фотографирование. Астронавты видели друг друга через иллюминаторы.
В 93 часа 02 минуты полётного времени Скотт с помощью двигателей системы ориентации перевёл командный модуль на несколько иную орбиту, обращаясь по которой он удалился от лунного модуля на 5,2 километра.
МакДивитт ориентировал лунный модуль таким образом, чтобы командный модуль постоянно находился в поле зрения, а Швайкарт с помощью бортового радиолокатора определял дальность до командного модуля и относительную радиальную скорость. Швайкарт также выставил гиростабилизированную платформу основной системы наведения и ввёл уточнённые данные в аварийную систему наведения, которую предстояло испытать.
В 93 часа 47 минут полётного времени был включён двигатель посадочной ступени лунного модуля. Тяга двигателя дросселировалась астронавтами в пределах от 10 до 40 процентов от полной. Лунный модуль перешёл на орбиту с высотой апогея 253 километра. Когда, обращаясь по этой орбите, лунный модуль удалился от командного на максимальное расстояние 89 километров (астронавты доложили, что на этом расстоянии всё ещё продолжают визуально наблюдать командный модуль), были проведены испытания радиолокатора, обеспечивающего встречу лунного и командного модуля на орбите.
В 95 часов 39 минут полётного времени МакДивитт во второй раз включил двигатель посадочной ступени лунного модуля. В результате лунный модуль перешёл на орбиту, близкую к круговой и пролегающую примерно на 20 километров выше орбиты командного модуля.
В 96 часов 16 минут полётного времени, после отделения взлётной ступени лунного модуля от посадочной, были включены двигатели системы ориентации на взлётной ступени, которые перевели взлётную ступень на орбиту с высотой перигея примерно 220 километров.
В 96 часов 58 минут полётного времени был включён основной двигатель взлётной ступени лунного модуля с таким расчётом, чтобы она перешла на орбиту, пролегающую ниже орбиты командного модуля.
В 97 часов 57 минут полётного времени был произведён первый манёвр на завершающем этапе сближения взлётной ступени лунного модуля и командного модуля. На завершающем этапе сближения МакДивитт включил проблесковый источник света на взлётной ступени.
В 98 часов 33 минуты полётного времени было произведено выравнивание скоростей и перевод взлётной ступени лунного модуля в режим группового полёта на расстоянии примерно 30 метров от командного модуля. МакДивитт развернул ступень так, чтобы Скотт мог осмотреть основной двигатель. Затем МакДивитт начал операции по причаливанию. Солнечный свет, падавший на иллюминатор лунного модуля, мешал ему вести наблюдение на участке причаливания. Скотт предложил провести причаливание и стыковку, однако МакДивитт решил сделать это самостоятельно, но попросил Скотта корректировать его маневры. Стыковка была завершена в 98 часов 59 минут полётного времени.
После завершения стыковки руководители полёта предложили астронавтам отдохнуть, однако они решили вначале осуществить переход в отсек экипажа командного модуля. В период разборки стыковочного узла и перехода заданную ориентацию корабля обеспечивали двигатели ориентации взлётной ступени лунного модуля, а не вспомогательные двигатели командного модуля, поскольку Скотт перерасходовал запас топлива для вспомогательных двигателей.
Перед тем, как покинуть взлётную ступень, астронавты привели её бортовые системы в такое состояние, чтобы можно было по дистанционной команде, переданной из командного модуля, включить двигатель взлётной ступени. Кроме того, астронавты перенесли во взлётную ступень из отсека экипажа командного модуля накопившийся мусор и некоторые предметы, надобность в которых отпала.
Астронавты отделили командный модуль от взлётной ступени и с помощью вспомогательных двигателей увели его на безопасное расстояние (около одного километра) от ступени перед включением её основного двигателя. Двигатель был включён в 101 час 52 минуты полётного времени, проработал 342 секунды и перевёл ступень на орбиту с высотой апогея примерно 7000 километров. Ступень просуществовала на этой орбите примерно 19 лет.
По завершении перечисленных экспериментов было объявлено, что астронавты выполнили 97 процентов задач, запланированных на полёт.

## Шестые-десятые сутки полёта
В течение последних пяти суток полёта астронавты продолжали испытания бортовых систем, осуществляли фотографирование, вели наблюдения наземных ориентиров, а также проводили эксперименты по связи, которые были намечены на начальный период полёта, но из-за недостатка времени проведены не были.
Фотографирование проводилось в основном с целью изучения возможности исследования природных ресурсов с орбиты. Астронавты выборочно снимали некоторые районы территории США (в штатах Калифорния, Нью-Мексико, Техас), а также территории других стран (Коста-Рика, Бразилия, Колумбия).
Астронавты также использовали бортовые оптические приборы для наблюдения небесных тел. С помощью секстанта Скотт наблюдал Юпитер и четыре его спутника (Ио, Европа, Ганимед и Каллисто). С помощью телескопа астронавты наблюдали один из искусственных спутников Земли «Пегас», который находился на расстоянии примерно 1600 километров от корабля, а также обращающуюся по орбите с высоким апогеем взлётную ступень лунного модуля.
В 121 час 59 минут полётного времени предполагалось включить основной двигатель командного модуля для уменьшения перигея орбиты настолько, чтобы сход с орбиты могли обеспечить вспомогательные двигатели в случае неисправности основного. В расчётное время основной двигатель включён не был, так как не сработали вспомогательные двигатели, которые должны были сообщить кораблю ускорение для обеспечения забора топлива из баков основного двигателя. Позже выяснилось, что астронавты не придерживались правильной последовательности операций. Попытка была повторена на следующем витке и увенчалась успехом, а в 169 часов 38 минут полётного времени было проведено ещё одно включение основного двигателя командного модуля для дальнейшего уменьшения высоты перигея.

## Посадка
В связи с неблагоприятными погодными условиями в расчётном районе посадки, было принято решение посадить корабль не на 151-м, а на 152-м витке в другом районе Атлантического океана. Вертолётоносец «Гвадалканал» успел перейти в новый район посадки.
В 240 часов 31 минуту полётного времени был включён основной двигатель командного модуля для обеспечения схода корабля с орбиты. Отсек экипажа командного модуля отделился от двигательного отсека и вошёл в атмосферу над штатом Техас. Астронавты на период посадки не надевали скафандры.
В 241 час 00 минут 43 секунды полётного времени отсек экипажа приводнился в 4,8 км от вертолётоносца «Гвадалканал». Спуск отсека экипажа на парашютах демонстрировался по цветному телевидению с помощью камер, установленных на вертолётоносце. На плаву отсек сразу же установился в расчётном положении (днищем вниз). Лёгкие водолазы были доставлены к отсеку в течение нескольких минут, астронавты открыли люк и перешли в надувную лодку. Экипаж был поднят на борт вертолёта через 45 минут и доставлен на вертолётоносец через 49 минут после приводнения. С вертолётоносца астронавтов доставили в Хьюстон, где они в течение 12 дней отчитывались о полёте.

## Некоторые итоги полёта
Согласно заявлению руководителей полёта, он превзошёл самые оптимистические ожидания, хотя и был более сложным, чем все предыдущие пилотируемые полёты американской космической программы.
Были проведены успешные лётные испытания лунного модуля, третьи подряд успешные испытания командного модуля, успешные испытания стыковочного узла, продемонстрирована правильность выбранной методики сближения, причаливания и стыковки. Продемонстрирована возможность управления командным модулем силами одного астронавта и проведены успешные лётные испытания автономной системы жизнеобеспечения и скафандра, предназначенных для выхода человека на поверхность Луны.
Помимо некоторых технических неполадок, которые не посчитали существенными, весьма серьёзным недостатком посчитали болезнь астронавтов перед полётом, что заставило отложить старт на трое суток, а также недомогание Швайкарта в полёте, что заставило провести эксперимент по выходу в космос по сокращённой программе. Причина недомогания Швайкарта так и не была точно установлена. Возможность вирусной инфекции исключили. Существует предположение, что это недомогание имело вестибулярный характер.

## Источник
Программа «Аполлон». Часть II. Обзор по материалам открытой иностранной печати / Сост.: Д. Ю. Гольдовский. — ГОНТИ-1 (Головной отдел научно-технической информации ЦНИИМаш), июль 1971. — 650 экз. Экз. № 0016.